# ჟ
Zhan (ჟან), este cea de-a șaisprezecea literă a alfabetului georgian.

## Transliterație
| Literă | Nume | Național | ISO 9984 | Laz | IPA |
| ------ | ---- | -------- | -------- | --- | --- |
| ჟ      | žan  | Zh zh    | Ž ž      | J j | /ʒ/ |

## Forme
| asomtavruli | nuskhuri | mkhedruli |
| ----------- | -------- | --------- |
|             |          |           |

## Reprezentare în Unicode
- Asomtavruli Ⴏ : U+10AF
- Mkhedruli și Nuskhuri ჟ : U+10DF